# Bourneville-Sainte-Croix
Bourneville-Sainte-Croix es una comuna nueva francesa situada en el departamento de Eure, en la región de Normandía.

## Historia
Fue creada el 1 de enero de 2016, en aplicación de una resolución del prefecto de Eure de 23 de noviembre de 2015 con la unión de las comunas de Bourneville y Sainte-Croix-sur-Aizier, pasando a estar el ayuntamiento en la antigua comuna de Bourneville.

## Demografía
| Gráfica de evolución demográfica de Bourneville-Sainte-Croix entre 1800 y 2019 |
|                                                                                |

Los datos entre 1800 y 2013 son el resultado de sumar los parciales de las dos comunas que forman la nueva comuna de Bourneville-Sainte-Croix, cuyos datos se han cogido de 1800 a 1999 (o a 2006 según corresponda), para las comunas de Bourneville y Sainte-Croix-sur-Aizier de la página francesa EHESS/Cassini. Los demás datos se han cogido de la página del INSEE.

## Composición
| Comuna delegada         | Código INSEE | Población (2013) | Superficie (km²) | Densidad (hab./km²) |
| ----------------------- | ------------ | ---------------- | ---------------- | ------------------- |
| Bourneville             | 27107        | 975              | 11.01            | 89                  |
| Sainte-Croix-sur-Aizier | 27526        | 271              | 4.82             | 56                  |